# Lovagregény
Lovagi epika: a lovagi irodalomba tartozó epikus művek, melyek a korábbi hősénekek, epikus énekek hagyományait követik, de nem szóban terjedtek, hanem írásban rögzítették alkotásait. 

## Sajátosságai
Kezdetben, a XI-XII. században elterjedt műfaja az eposz volt. Cselekményének középpontjában a főhős, a lovag kalandjai, harci cselekedetei állnak. Az egyes történetek elbeszélései lazán kapcsolódnak egymáshoz, az eposznak nincs szigorú szerkezete. A lovag cselekedeteinek bemutatása tanító célzatú: az olvasó megtudhatja, hogy a keresztes hadjáratokban, a pogányok elleni harcokban részt vevő katonák helytállásukkal, vitézségükkel, becsületükkel, hősiességükkel kitűnő lovagokká válnak, dicsőség az osztályrészük, hírnevet szereznek maguknak. A főhős az eszményi lovag megtestesülése, egyszerre a legkiválóbb harcos, a leghívebb alattvaló, a legkeresztényibb keresztény, a legodaadóbb szerelmes.
Az eposzok témáikat az antik hagyományból (trójai háború, Nagy Sándor hadjáratai) és a nyugat-európai mondavilágból (Arthur király mondája) kölcsönzik. Nem szűkölködnek a misztikus és csodás, fantasztikus (mesei) motívumokban. Ezek az elemek, valamint a kedvelt, részben már ismert témák szerepeltetése, a látványos jelenetekben bővelkedő fordulatos cselekmény is hozzájárult a lovageposzok népszerűségéhez. Számos nyelvre fordították őket.
Anonymus Gesta Hungarorumának utalásai alapján feltételezhető, hogy magyar nyelvű fordítások is léteztek. A lovageposzok őrizték meg az európai epikus hagyomány, mondavilág egy részét, s történeteiket a későbbi századok folyamán többször feldolgozták.
A XIII. században a lovageposzokat egyre inkább felváltották a lovagregények, örökölve témáit és motívumkincsét. A prózában előadott lovagi történetek még nagyobb népszerűségnek örvendtek, már nemcsak a nemesség, hanem a kialakulóban lévő városi polgárság körében is.